# Vermilia plicifera
Vermilia plicifera är en ringmaskart som beskrevs av Jean-Baptiste Lamarck 1818. Vermilia plicifera ingår i släktet Vermilia och familjen Serpulidae. Inga underarter finns listade i Catalogue of Life.